# 르니 커비
르니 커비(Rene Kirby, 1955년 2월 27일 ~ )는 미국의 배우, 텔레비전 배우이다.
벌링턴에서 태어났다.

## 영화
- 붙어야 산다 (2003년)
- 내겐 너무 가벼운 그녀 (2001년) - 월트 역